# Antonio Margheriti
Antonio Margheriti (n. 19 septembrie 1930, Roma, Regatul Italiei – d. 4 noiembrie 2002, Monterosi, Lazio, Italia) a fost un regizor de film italian. A fost cunoscut și sub pseudonimele Anthony M. Dawson și Antony Daisies.

## Filmografie
Filme regizate
- Space Men (1960)
- Il pianeta degli uomini spenti (1961)
- L'arciere delle mille e una notte (1962)
- Il crollo di Roma (1963)
- La vergine di Norimberga (1963)
- Danza macabra (1964)
- Anthar l'invincibile (1964)
- Il pelo nel mondo, co-regia con Marco Vicario (1964)
- Ursus, il terrore dei kirghisi, cu Ruggero Deodato (1964)
- I giganti di Roma (1964)
- I lunghi capelli della morte (1964)
- I criminali della galassia (1965)
- I diafanoidi vengono da Marte (1966)
- Il pianeta errante (1966)
- A 077 - Sfida ai killers (1966)
- Operazione Goldman (1966)
- La morte viene dal pianeta Aytin (1967)
- Joe l'implacabile (1967)
- Nude... si muore (1968)
- Io ti amo (1968)
- Joko - Invoca Dio... e muori (1968)
- Contronatura (1968)
- Și D-zeu i-a spus lui Cain  (1970)
- L'inafferrabile invincibile Mr. Invisibile (1970)
- Nella stretta morsa del ragno (1971)
- Novelle galeotte d'amore (1972)
- Finalmente... le mille e una notte (1972)
- La morte negli occhi del gatto (1973)
- Ming, ragazzi! (1973)
- Manone il ladrone (1974)
- Whiskey e fantasmi (1974)
- Là dove non batte il sole (1974)
- Il mostro è in tavola... barone Frankenstein, cu Paul Morrisey (1975)
- Controrapina (1975)
- Dracula cerca sangue di vergine... e morì di sete!!!, cu Paul Morrisey (1975)
- Cursă grea (Take a Hard Ride), (1975)
- Cu mânia în ochi (1976)
- Whisky și fantome (1976)
- Killer Fish - L'agguato sul fondo (1978)
- Apocalipsa canibalilor (1980)
- L'ultimo cacciatore (1980)
- Car Crash (1981)
- Fuga dall'arcipelago maledetto (1981)
- I cacciatori del cobra d'oro (1982)
- Il mondo di Yor (1983)
- Tornado (1983)
- Arcobaleno selvaggio (1984)
- I sopravvissuti della città morta (1984)
- La leggenda del rubino malese (1985)
- Commando Leopard (1985)
- L'isola del tesoro (1987)
- Il triangolo della paura (1988)
- Alien degli abissi (1989)
- Indio (1989)
- Indio 2 - La rivolta (1991)
- Gengis Khan, cu Ken Annakin (1992)
- Arma virtuala (1997)